# Геркулес (фильм, 1983)
«Геркулес» (англ. Hercules) — американо-итальянский пеплум 1983 года режиссёра Луиджи Коцци (также написал сценарий). Сюжет фильма пересказывает историю противостояния мифических героев Геркулеса и царя Миноса, пытающегося захватить мировое господство. В картине была задействована целая плеяда звёзд. В 1985 году последовало продолжение картины под названием «Геркулес 2».

## Сюжет
Сюжет фильма пересказывает историю противостояния мифических героев Геркулеса и царя Миноса, пытающегося захватить мировое господство.

## В ролях
- Лу Ферриньо — Геркулес
- Сибил Даннинг — Ариадна
- Брэд Харрис — Аугиас
- Ингрид Андерсон — Кассиопея
- Уильям Бергер — Минос
- Россана Подеста — Гера
- Мирелла Д’Анджело — Кирка
- Джанни Гарко — капитан стражи Валхей

## Производство
Первоначально сценарием картины должен был заниматься Бруно Маттеи, но впоследствии киностудия Cannon Films попросила Луиджи Коцци полностью его переписать. Дело было в том, что написанный Маттеи сценарий продюсерам просто-напросто не понравился (как отмечал сам Коцци, это было что-то близкое к порнографии). Коцци уложился всего в три недели и студия, видя подобную работоспособность, предложила ему стать режиссёром картины. Однако Коцци необходимо было уложиться в кратчайшие сроки и, так как исполнитель главной роли Лу Ферриньо был связан контрактом и дабы избежать сильного повышения его гонорара, режиссёру, как он сам отмечал, пришлось работать в бешеном темпе.
В то время были популярны картины в духе Супермена и продюсеры интересовались у режиссёра, сможет ли он сделать «Геркулеса» именно в подобном роде, на что получали ответ, что, если им это необходимо, то да.

## Критика
Луиджи Коцци в отношении фильма замечал, что это был по-настоящему исследовательский и передовой фильм.

## Награды и номинации
В 1984 году фильм был номинирован на три и выиграл две премии Золотая малина: победы — худшая новая звезда (Лу Ферриньо) и худшая женская роль второго плана (Сибил Даннинг); номинации — худшая мужская роль (Лу Ферриньо, худший фильм и худший сценарий (Луиджи Коцци).